# Joseph Gottfried Pargfrieder

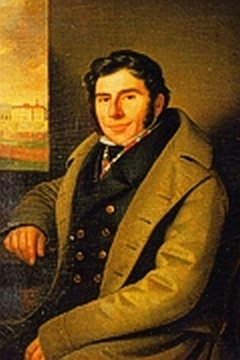
Joseph Gottfried Pargfrieder

Joseph Gottfried Ritter von Pargfrieder, auch Pargfrider (* um 1787 in Ungarn; † 30. Jänner 1863 in Kleinwetzdorf, Gemeinde Heldenberg), war Armeelieferant und Erbauer der Gedenkstätte Heldenberg in Niederösterreich.

## Leben
Die Herkunft Pargfrieders liegt bis heute im Dunkeln und es ranken sich um ihn zahlreiche Legenden, die teilweise auf ihn selbst zurückgehen. Sein Vater ist unbekannt; Pargfrieders eigene Behauptung, es sei Kaiser Joseph II. gewesen, ist unbewiesen. Eine DNA-Analyse, die dies klären könnte, wurde bislang noch nicht durchgeführt. Diesen Geschichten zufolge soll er 1782 – nach anderen Angaben 1775 – als illegitimes Kind Josephs II. mit einer schönen Jüdin in Schloßhof geboren worden sein und später in Znaim eine kleine Greißlerei betrieben haben; nach anderen Angaben war er der (uneheliche) Sohn einer gewissen Anna Moser, Ehefrau eines Försters im Schloss Marchegg, in dem damals die Habsburger und der österreichische Hochadel ihrem Jagdvergnügen nachgingen. Dass er bereits von klein auf das Bürgerrecht der Städte Buda und Pest besaß, könnte auf enge verwandtschaftliche Beziehungen dorthin deuten; ebenso gibt es Gründe für die Annahme, er habe Verbindungen zur Stadt Freudenthal in Böhmen.
Er lieferte ab den Napoleonischen Kriegen Lebensmittel, Schuhe und Stoffe an die österreichische Armee und gelangte dadurch zu Reichtum. Um 1830 lebte er in Pest (Ungarn), wo er eine Fabrik besaß. 1832 kaufte er Schloss Wetzdorf, das er renovierte und erneuerte. Er unterstützte die Bevölkerung von Großwetzdorf und Kleinwetzdorf großzügig durch Bezahlung der Arztkosten, der Medikamente und des Schulgeldes.
Nach der Schlacht bei Custozza und der Niederschlagung der Aufstände in Ungarn ließ er 1849 in seinem Schlosspark eine Heldengedenkstätte errichten. Er war mit Feldmarschall Maximilian von Wimpffen († 1854) und Feldmarschall Radetzky befreundet, denen er ihre hohen Spielschulden zahlte. Dafür mussten sie in ihrem Testament verfügen, sich am Heldenberg bestatten zu lassen. Feldmarschall Radetzky wurde am 19. Jänner 1858 in Anwesenheit des Kaisers Franz Joseph feierlich am Heldenberg beigesetzt.
Pargfrieder schenkte 1858 die Gedenkstätte dem Kaiser. Er wurde mit dem Ritterkreuz des Franz-Joseph-Ordens ausgezeichnet und in den österreichischen Ritterstand erhoben. Die Nobilitierung Pargfrieders erfolgte dabei nicht aufgrund der Ordensverleihung, da gemäß den Statuten dieses Ordens mit einer Verleihung kein Anrecht auf einen adeligen Titel verbunden war.
Pargfrieder, der persönlich sehr bescheiden lebte und unverheiratet war, ließ sich nach seinem Tod ohne Trauergäste auf einem Milchwagen zur Gruft am Heldenberg bringen und in ihr, mit einer Ritterrüstung und einem roten Mantel bekleidet, zwischen den Grabstätten der beiden Heerführer sitzend bestatten. Alle Schuldscheine hatte er vorher vernichten lassen, sodass seine Erben die Schulden nicht mehr eintreiben konnten. Während der nationalsozialistischen Herrschaft wäre Pargfrieder als Jude beinahe exhumiert worden; die weißen Statuen und Büsten wurden braunrot lackiert.
Pargfrieder hatte zwei (inoffiziell) anerkannte uneheliche Kinder, mit Elisabeth von Mottoni (geb. v. Urbanovich): Mit seinem Sohn Joseph Freudenthal (später Joseph Mayer) dürfte er sich bald entzweit haben; seine Tochter Josephine Freudenthal (1827–1862) heiratete Heinrich von Drasche-Wartinberg, den späteren Besitzer der Ziegeleien Wienerberger von Alois Miesbach (1791–1857) am Wienerberg am Südrand Wiens, der nach Pargfrieders Tod auch dessen beträchtliches Vermögen erbte und 1868 die Wienerberger Ziegelfabriks- und Baugesellschaft mit Sitz in Wien gründete, die 1869 an die Wiener Börse ging.